# Kimnowak
A Kimnowak 1993-ban alakult magyar pop-rock zenekar. Az együttest Novák Péter énekes, Nagy Gergely basszusgitáros és Pribil György gitáros alapította. 1994-ben léptek fel először a Sziget Fesztiválon.
Bár a zenekar 2003 után inaktív volt, végleg csak Pribil György 2013-as halálával szűnt meg.

## Albumok
- Tűz van, babám (1994)
- Fekete zaj (1995)
- Ég és Föld (1997)
- Utcazene (1997)
- Lepkegyűjtő (1999)
- Tartós slágerek! (2001) (válogatásalbum)
- A HÁZ (2003)

## Maxik, egyéb
- Gyémánt (maxi) (1996)
- Égésföld (színházi kísérőzene) (1997)
- Ringasd el magad / Ide doki kell (maxi) (1997)
- Hellósziaszevasz (maxi) (1997)
- Nem lakik itt senki (maxi) (1999)
- Ne félj (maxi) (2000)

## Díjak, elismerések

### Arany Zsiráf díj
- 1995 díj: év hazai felfedezettje (Tűz van babám)
- 1996 díj: év hangfelvétele (Fekete zaj)

## Tagok
- Nyíri Sándor – dob
- Novák Péter – ének
- Pribil György – gitár
- Nagy Gergely – basszusgitár
- Sárik Péter – billentyűs hangszerek
- Babos Károly – ütőhangszerek

## Kiadók
A Sony Musictól a szerződés lejártával elköszöntek, s új albumaikat a Tom-Tom Recordsnál készítik.